# Cheilodipterus novemstriatus
Cheilodipterus novemstriatus és una espècie de peix pertanyent a la família dels apogònids.

## Descripció
- Pot arribar a fer 8 cm de llargària màxima.
- És de color gris platejat amb 4 ratlles negres.
- Presenta un punt oval negre encerclat per una àrea groga a la part mitjana del peduncle caudal.
- Té un punt de color negre a la superfície dorsal del peduncle caudal.
- Aletes pàl·lides.[3][4]

## Hàbitat
És un peix marí, demersal i de clima tropical (30°N-10°S) que viu a 1-10 m de fondària entre les espines dels eriçons de mar del gènere Diadema en grups de fins a 30 individus (el nombre total depèn de la mida de l'eriçó i la longitud dels peixos).

## Distribució geogràfica
Es troba al mar Roig, el golf d'Oman i el golf Pèrsic.

## Observacions
És inofensiu per als humans.